# Maryna Mniszchówna
Maryna Mniszchówna, Marianna Mniczech, Maria Juriewna Mniszech (ros. Мари́на Ю́рьевна Мни́шек, Мариа́нна Мни́шек; ur. ok. 1588 w Laszkach Murowanych, zm. 24 grudnia 1614 w Kołomnie) – caryca Rosji, koregentka Dymitra Samozwańca I.

## Pochodzenie
Maryna była czwartą córką wojewody sandomierskiego, Jerzego Mniszcha i Jadwigi z Tarłów. Pochodziła z rodziny Mniszchów, wywodzącej się z Królestwa Czech. Jej dziad i protoplasta rodu, Mikołaj Mniszech (1484–1553) przybył w XVI wieku do Małopolski z Moraw. Jego synowie, Mikołaj i Jerzy, zostali dworzanami ostatniego z Jagiellonów, Zygmunta II Augusta. Będąc blisko związanym z dworem królewskim dorobili się szybko znaczącego majątku, który pozwolił im wejść w szeregi magnaterii Rzeczypospolitej.

## Młodość
Dzieciństwo i młodość Maryna spędziła w dobrach rodowych ojca w Małopolsce i na Ukrainie. Wychowana została według przyjętych wówczas wzorców, które od dobrze urodzonych panien wymagały umiejętności: pisania, czytania, haftowania, szycia i śpiewu.
Na początku 1604 roku podczas pobytu Konstantego Wiśniowieckiego u Jerzego Mniszcha w Samborze poznała Dymitra Samozwańca, który podróżował w orszaku kniazia na spotkanie z królem polskim Zygmuntem III Wazą w Krakowie. W tym też prawdopodobnie czasie zostały podjęte pierwsze zabiegi o zeswatanie młodej panny z pretendentem do tronu moskiewskiego.

## Caryca Rosji
Po opuszczeniu dworu królewskiego Dymitr ponownie odwiedził Jerzego Mniszcha. Podczas pertraktacji związanych z organizacją dymitriady zostały podjęte decyzje o zaręczynach rosyjskiego pretendenta z córką wojewody sandomierskiego.
26 maja 1604 roku Dymitr i Jerzy Mniszech spisali kontrakt, w którym polski szlachcic zapowiedział wydanie córki za Samozwańca, gdyby temu udało się zdobyć tron rosyjski. W zamian wojewoda sandomierski miał uzyskać milion złotych polskich oraz księstwa siewierskie i smoleńskie. Maryna natomiast po ślubie otrzymać miała liczne nadania ziemskie i księstwa pskowskie oraz nowogrodzkie.
30 czerwca 1605 roku Dymitr Samozwaniec I zasiadł na tronie w Moskwie. Zgodnie z umową Maryna wyruszyła do Rosji jako narzeczona cara. Przed wyjazdem otrzymała zgodę króla polskiego na małżeństwo i 27 listopada 1605 roku w Krakowie poślubiła przyszłego męża per procura. Ślubu w językach polskim i ruskim udzielił biskup krakowski, kardynał Bernard Maciejowski. W zastępstwie cara wystąpił poseł rosyjski, Afansij Własiew. Na uroczystości byli obecni m.in.: król Zygmunt III Waza, księżna Anna Wazówna, królewicz Władysław Waza i nuncjusz apostolski Klaudiusz Rangoni.
17 kwietnia 1606 roku Maryna wraz z orszakiem przekroczyła granicę Rzeczypospolitej. 12 maja 1606 roku uroczyście wjechała do Moskwy i 18 maja jako pierwsza w dziejach Rosji kobieta została koronowana na carycę. Ceremonii w Soborze Uspieńskim na Kremlu przewodniczył patriarcha moskiewski, Ignacy, który udzielił też Dymitrowi i Marynie ślubu w obrządku bizantyjskim.
Wspólne rządy małżonków trwały zaledwie kilkanaście dni. Większą ich część spędzili na uroczystościach weselnych. Dali się poznać jako radykalni reformatorzy, z uwagi na niespotykane do tej pory w Rosji obyczaje.
Małżeństwo i panowanie pary carskiej zostało gwałtownie przerwane nad ranem 27 maja 1606 roku, gdy z inspiracji bojara Wasyla Szujskiego doszło w Moskwie do zamachu stanu. Zbuntowany tłum mieszczan wdarł się na Kreml i zabił Dymitra Samozwańca. Maryna uniknęła losu męża. Najpierw udało jej się wykupić kosztownościami z rąk oprawców, a później uciec z pałacu pod spódnicą ochmistrzyni Barbary Kazanowskiej. Została jednak schwytana podczas rzezi obozu polskiego i 2 czerwca 1606 roku uwięziona. Nowy car Wasyl IV Szujski potraktował ją jako zakładniczkę i zesłał wraz z ojcem do Jarosławia.

## Walka Maryny o tron rosyjski

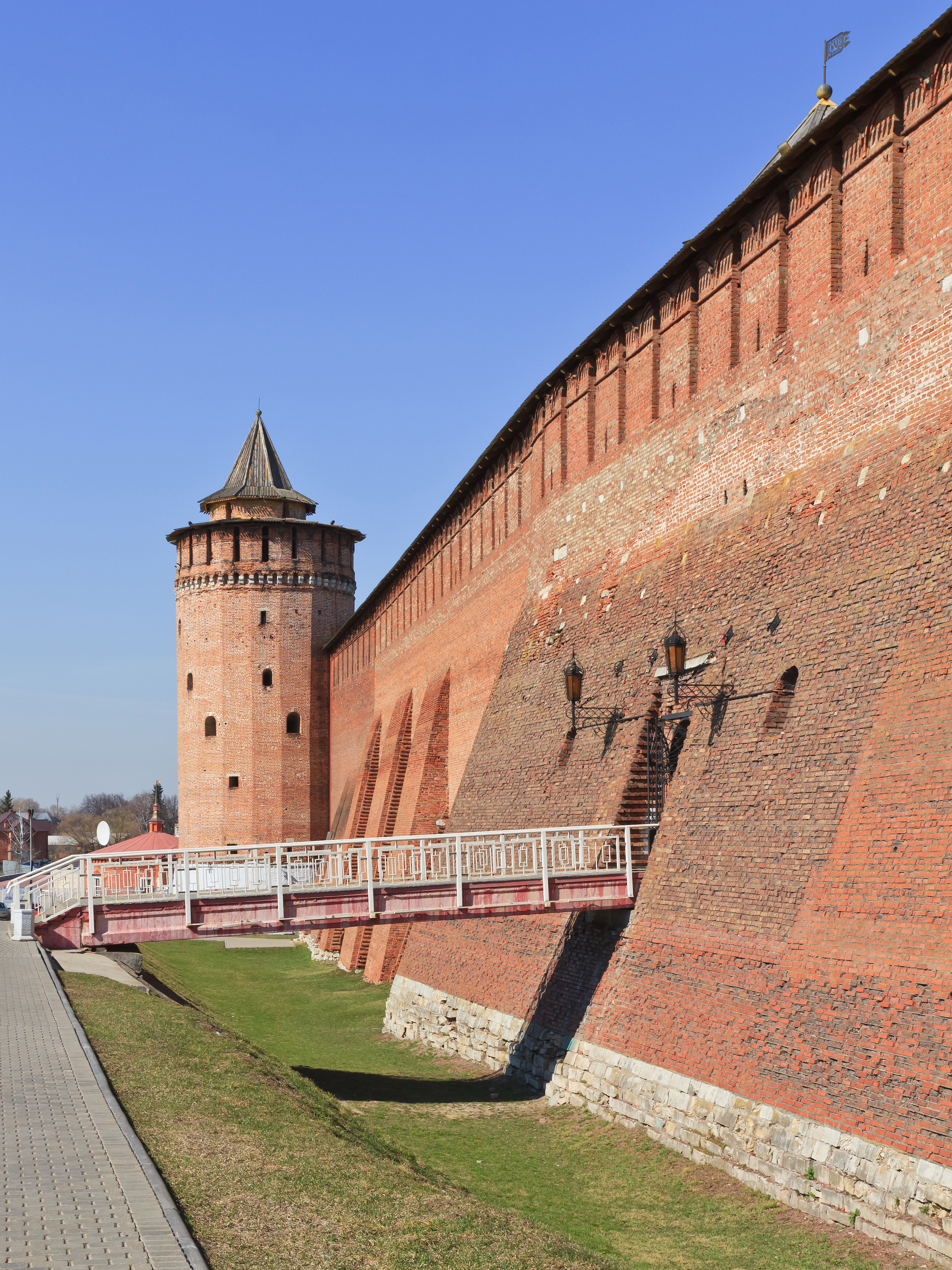
Wieża Maryny w Kołomnie

Carowa Maryna i Jerzy Mniszech przebywali w jarosławskim areszcie do maja 1608 roku. Na mocy rozejmu między carem Wasylem IV Szujskim i królem Zygmuntem III Wazą Mniszchowie odzyskali wolność i otrzymali prawo wyjazdu z Rosji.
Podczas podróży powrotnej do Rzeczypospolitej wojewoda sandomierski, wciąż żądny bogactw, postanowił zawrócić i przyłączyć się do oblegającej Moskwę II dymitriady. Przekonał też córkę, aby uznała za swojego męża Dymitra Samozwańca II.
20 września 1608 roku Maryna spotkała się z Łżedymitrem w obozie tuszyńskim i publicznie rozpoznała w nim cudownie ocalonego męża. Następnie w obecności bernardyna Antoniego Lubelczyka potajemnie go poślubiła. W zamian za oszustwo Dymitr Samozwaniec II zobowiązał się wypłacić jej ojcu 300 tysięcy rubli i ofiarować 14 miast na pograniczu z Rzecząpospolitą. Carowa odzyskała natomiast szansę powrotu do władzy.
Maryna przebywała u boku nowego małżonka w Tuszynie do 1610 roku. Gdy Dymitr Samozwaniec II, nie potrafiąc poradzić sobie z utrzymaniem dyscypliny w wojskach zaciężnych, uciekł w styczniu 1610 roku do Kaługi, przejęła kontrolę nad obozem i przez kilka tygodni próbowała ratować sytuację. Po dezercji armii udała się do obozu Jana Sapiehy. Po odbudowaniu sił przez Łżedymitra powróciła do męża i udała się z nim ponownie pod Moskwę. Para zajęła na swoją rezydencję monaster św. Nikoły, skąd prowadziła pertraktacje z hetmanem Stanisławem Żółkiewskim.
Po śmierci Dymitra Samozwańca II (grudzień 1610) Maryna utraciła całkowitą kontrolę nad armią II dymitriady. Nie zaprzestała jednak walki o władzę w Rosji. Nie chciała iść na ustępstwa wobec króla polskiego i wracać do Rzeczypospolitej. W 1611 roku urodziła Iwana Dymitrowicza i związała się z atamanem Kozaków dońskich Iwanem Zaruckim. Wspólnie z nowym mężem, który zobowiązał się osadzić jej syna na moskiewskim tronie, stworzyła państwo kozackie na obszarze południowego dorzecza Wołgi ze stolicą w Astrachaniu. Stamtąd prowadziła wojnę przeciwko odradzającemu się Carstwu Rosyjskiemu.

W 1613 roku Sobór Ziemski przy okazji elekcji Michała I Romanowa przyjął uchwałę wykluczającą Marynę i jej syna z wszelkich praw do tronu.
W maju 1614 roku w Astrachaniu wybuchł bunt wojska, którego nie udało się opanować Iwanowi Zaruckiemu. Carowa Maryna wraz z synem i mężem zmuszeni zostali do ucieczki. W drodze zostali pojmani i przekazani carowi Michałowi I. Nowy władca Rosji nakazał zabić Iwana Zaruckiego i małego Iwana Dymitrowicza. Podczas publicznej egzekucji w Moskwie atamana kozackiego wbito na pal, natomiast chłopca, który miał wtedy trzy lata, powieszono. Według jednego z przekazów, chłopiec był zbyt lekki aby umrzeć na skutek zerwania kręgów szyjnych, dlatego umierał powoli dusząc się.
Śmierci uniknęła tylko Maryna. Została przewieziona do Kołomny i uwięziona w jednej z baszt na tamtejszym kremlu. Zmarła na wiosnę 1615 roku, prawdopodobnie skrytobójczo zamordowana.

## Maryna Mniszchówna w kulturze i sztuce
- Maryna Mniszchówna była inspiracją dla artystów. Zygmunt Krasiński opisał jej losy w powieści historycznej Agaj-Han (1834), Józef Szujski stworzył jej poświęcony dramat Maryna Mniszchówna (1875).
- Małżeństwo Maryny Mniszchówny i Dymitra Samozwańca I jest jednym z głównych wątków tragedii Aleksandra Puszkina Borys Godunow (1824) i opery Modesta Musorgskiego, Borys Godunow (1868-1872).
- Maryna Mniszchówna pojawia się jako jedna z ważniejszych postaci powieści Mariusza Wollnego Krwawa Jutrznia. Przyszła caryca staje się obiektem uczuć głównego bohatera: Kacpra Turpońskiego, zwanego Ryxem.

## Genealogia

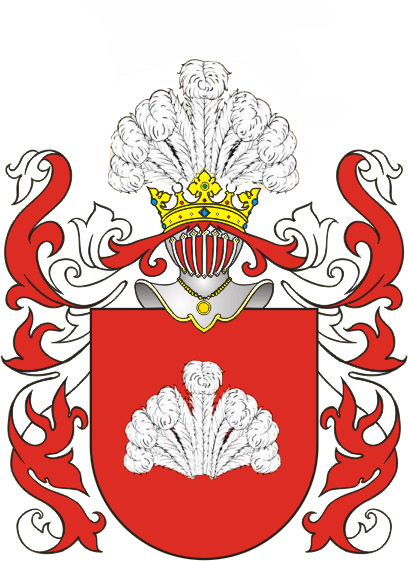
Herb Mniszchów

| 4. Mikołaj Mniszech (1484–1553) |  |                     |  |  |                       |
|                                 |  | 2. Jerzy Mniszech   |  |  |                       |
| 5. Barbara Kamieniecka          |  |                     |  |  |                       |
|                                 |  |                     |  |  | 1. Maryna Mniszchówna |
| 6. Mikołaj Tarło                |  |                     |  |  |                       |
|                                 |  | 3. Jadwiga Tarłówna |  |  |                       |
| 7. Jadwiga Stadnicka            |  |                     |  |  |                       |
|                                 |  |                     |  |  |                       |